# Política monetaria
La política monetaria o política financiera es una rama de la política económica que usa la cantidad de dinero como variable para controlar y mantener la estabilidad económica. Comprende las decisiones de las autoridades monetarias referidas al mercado de dinero, que modifican la cantidad de dinero o el tipo de interés. Cuando se aplica para aumentar la cantidad de dinero, se le denomina política monetaria expansiva -expansión cuantitativa-, y cuando se aplica para reducirla, política monetaria restrictiva.

## Objetivos últimos de la política monetaria
Es común para las autoridades monetarias declarar cuatro objetivos básicos de la política monetaria, que pueden enunciarse de diferentes formas:
- estabilidad del valor del dinero (contención de los precios, prevención de la inflación);
- tasa más elevada de crecimiento económico;
- Plena ocupación o pleno empleo (mayor nivel de empleo posible);
- evitar desequilibrios permanentes en la balanza de pagos y mantenimiento de un tipo de cambio estable y protección de la posición de reservas internacionales.

## Mecanismos
El banco central puede influir sobre la cantidad de dinero y sobre la tasa de interés, a través de:
- cambios en el tipo de interés
- Operaciones de Mercado Abierto

La elección del mecanismo intermedio a utilizar depende de su facilidad de manejo, de la cantidad de información al respecto disponible sobre cada medida, y del objetivo final que se quiere conseguir. Un buen candidato es la tasa de interés, ya que se conoce en el acto, mientras que determinar la cantidad de dinero lleva algunos días.
A continuación se explica cada uno de estos métodos de control de la cantidad de dinero.

### Política de descuento
La política de descuento de la autoridad monetaria, consiste en la determinación del tipo de redescuento y de la fijación del volumen de títulos susceptibles de descuento.
Los bancos comerciales acuden al banco central para conseguir liquidez mediante el descuento de títulos normalmente de deuda pública que los bancos comerciales tienen en su cartera. En la política de descuento el banco central establece cuales son las condiciones por las que está dispuesto a conceder créditos a los banco comerciales a corto plazo. El alcance de esta política depende de las necesidades y comportamiento que tengan los bancos comerciales. 
Mediante la variación del tipo de descuento, que es el tipo de interés de los préstamos que concede el banco central a los bancos comerciales. Un banco pide préstamos al banco central cuando tiene una cantidad de reservas inferior a la que necesita, bien porque ha concedido demasiados préstamos, o bien porque ha experimentado recientes retiradas de dinero. Cuando el banco central concede un préstamo a un banco, el sistema bancario tiene más reservas y estas reservas adicionales le permiten crear más dinero. 
El banco central puede alterar la oferta monetaria modificando el tipo de descuento. Una subida del tipo de descuento disuade a los bancos de pedir reservas prestadas al banco central. Por lo tanto, una subida del tipo de descuento reduce la cantidad de reservas que hay en el sistema bancario, lo cual reduce, a su vez, la oferta monetaria. En cambio, una reducción del tipo de descuento anima a los bancos a pedir préstamos al banco central, eleva la cantidad de reservas y aumenta la oferta monetaria. 
El banco central utiliza los créditos por los que cobra el tipo de descuento no sólo para controlar la oferta monetaria, sino también para ayudar a las instituciones financieras cuando tienen dificultades.

### Variación del coeficiente de caja
El coeficiente de caja (o encaje bancario o coeficiente legal de reservas) indica qué porcentaje de los depósitos bancarios ha de mantenerse en reservas líquidas, o sea, guardado sin poder usarlo para dejarlo prestado. Se hace para evitar riesgos.
Si el banco central decide reducir este coeficiente a los bancos (guardar menos dinero en el banco y prestar más), eso aumenta la cantidad de dinero en circulación, ya que se pueden conceder aún más préstamos.
Si el coeficiente aumenta, el banco se reserva más dinero, y no puede conceder tantos préstamos. La cantidad de dinero baja.
De esta forma, el banco puede aportar o quitar dinero del mercado.

### Operaciones de mercado abierto
Con este nombre se conoce a las operaciones que realiza el banco central con títulos de deuda pública en el mercado. La política de mercado abierto consiste en la compra y venta del banco central de activos que pueden ser oro, divisas, títulos de deuda pública y en general valores con tipos de renta fija.
Las operaciones de mercado abierto producen dos tipos de efectos:
- Efecto cantidad: Cuando la autoridad monetaria compra o vende títulos está alterando la base monetaria, al variar la cuantía de las reservas de dinero de los bancos comerciales, bien en sentido expansivo o contractivo. Si el banco central pone de golpe a la venta muchos títulos de su cartera y los ciudadanos o los bancos los compran, el banco central recibe dinero de la gente, y por tanto el público dispone de menos dinero. De esta forma se reduce la cantidad de dinero en circulación. En cambio, si el banco central decide comprar títulos, está inyectando dinero en el mercado, ya que la gente dispondrá de dinero que antes no existía.
- Efecto sobre el tipo de interés: Cuando el banco central compra o vende títulos de renta fija o deuda pública, influye sobre la cotización de esos títulos y consecuentemente sobre el tipo de interés efectivo de esos valores. Por tanto en el caso de compra de títulos por el banco central, que inyecta más liquidez al sistema, hay que añadirle un efecto igualmente de carácter expansivo derivado de la caída del tipo de interés.[1]

### Instrumentos cualitativos
Junto a los métodos de intervención estudiados anteriormente existen también una serie de medidas que puede tomar el banco central, denominadas instrumentos cualitativos entre los que destaca el denominado "efecto anuncio" que consiste en hacer público las opiniones del banco central y ejercer influencia así sobre el comportamiento de los operadores económicos y las expectativas empresariales.

## Tipos de política monetaria
Puede ser expansiva o restrictiva:
- Política monetaria expansiva: cuando el objetivo es poner más dinero en circulación.
- Política monetaria restrictiva: cuando el objetivo es quitar dinero del mercado.

### Política monetaria expansiva
Cuando en el mercado hay poco dinero en circulación, se puede aplicar una política monetaria expansiva para aumentar la cantidad de dinero.
Ésta consistiría en usar alguno de los siguientes mecanismos:
- Reducir la tasa de interés, para hacer más atractivos los préstamos bancarios e incentivar la inversión, componente de la DA.
- Reducir el coeficiente de caja (encaje bancario), para que los bancos puedan prestar más dinero, contando con las mismas reservas.
- Comprar deuda pública, para aportar dinero al mercado.

- r: tasa de interés
- OM: oferta monetaria
- E: tasa de equilibrio
- DM: demanda de dinero

Según los monetaristas, el banco central puede aumentar la inversión y el consumo si aplica esta política y baja la tasa de interés. En la gráfica se ve cómo, al bajar el tipo de interés (de r1 a r2), se pasa a una situación en la que la oferta monetaria es mayor (OM1).

### Política monetaria restrictiva
Cuando en el mercado hay un exceso de dinero en circulación interesa reducir la cantidad de dinero, y para ello se puede aplicar una política monetaria restrictiva.
Consiste, al contrario de lo que ocurre en el caso de la política monetaria expansiva, en lo siguiente:
- Aumentar la tasa de interés, para que el hecho de pedir un préstamo resulte más caro.
- Aumentar el coeficiente de caja (encaje bancario), para dejar más dinero en el banco y menos en circulación.
- Vender deuda pública, para retirar dinero de la circulación, cambiándolo por títulos de deuda pública.

- r: tasa de interés

- OM: oferta monetaria

- E: tasa de equilibrio

- DM: demanda de dinero

De OM0 se puede pasar a la situación OM1, subiendo el tipo de interés.
La curva de demanda de dinero tiene esa forma porque a tasas de interés muy altas, la demanda será baja (cercana al eje de ordenadas, el vertical), pero con tasas bajas se pedirá más (más a la derecha).

## Mecanismos de transmisión de la política monetaria
El mecanismo de transmisión monetaria, es aquel en que las variaciones de la oferta monetaria se traducen en variaciones de la producción, el empleo, los precios y la inflación. El proceso concreto, en el que el banco central decide frenar la economía para frenar la inflación, consiste en los siguientes pasos: 
- Para iniciarlo, el banco central toma medidas destinadas a reducir las reservas bancarias, por ejemplo vendiendo títulos del Estado en el mercado abierto. Esta operación altera el balance consolidado del sistema bancario provocando una reducción de las reservas bancarias totales.

- Cada reducción de las reservas bancarias en una unidad monetaria, origina una contracción múltiple de los depósitos a la vista, reduciendo así la oferta monetaria. Como la oferta monetaria es igual al efectivo más los depósitos a la vista, la disminución de estos últimos reduce la oferta monetaria.

- La reducción de la oferta monetaria tiende a elevar los tipos de interés y a endurecer las condiciones crediticias. Si no varía la demanda de dinero, una reducción de la oferta monetaria eleva los tipos de interés. Por otra parte, disminuye el volumen de crédito y los préstamos de que dispone el público. Suben los tipos de interés para los que solicitan créditos hipotecarios para adquirir viviendas y para las empresas que desean ampliar sus factorías, comprar nueva maquinaria o aumentar las existencias. La subida de los tipos de interés también reduce el valor de los activos financieros del público, reduciendo el precio de los bonos, acciones, del suelo y de la vivienda.

- La subida de los tipos de interés y la disminución de la riqueza, tiende a reducir el gasto sensible a los tipos de interés, especialmente la inversión. La subida de los tipos de interés, unida al endurecimiento de las condiciones crediticias y a la reducción de la riqueza, tiende a disminuir los incentivos para realizar inversiones y para consumir. Tanto las empresas como las familias reducen sus planes de inversión y los consumidores deciden comprar una vivienda más pequeña o reformar la que tienen cuando la subida de los tipos de interés de las hipotecas hace que las cuotas mensuales sean elevadas en relación con su renta mensual y en una economía cada vez más abierta al comercio internacional, la subida de los tipos de interés puede elevar el tipo de cambio de la moneda y reducir las exportaciones netas. Por lo tanto, el endurecimiento de la política monetaria eleva los tipos de interés y reduce el gasto en los componentes de la demanda agregada que son sensibles a los tipos de interés.

- Por último, la presión del endurecimiento de la política monetaria, al reducir la demanda agregada, reduce la renta, la producción, el empleo y la inflación. En el análisis de la oferta y la demanda agregadas muestran que un descenso de la inversión y de otros gastos autónomos podía reducir considerablemente la producción y el empleo. Por otro lado, al disminuir éstos más de lo que ocurriría en caso contrario, los precios tienden a subir menos deprisa o incluso bajan. Retroceden las fuerzas inflacionistas. Si el diagnóstico del Banco central sobre la situación inflacionista es acertado, la disminución de la producción y el aumento del desempleo atenuarán las fuerzas inflacionistas.[2]

### El papel de la política monetaria en el largo plazo
En los apartados anteriores, se ha expuesto la forma en que la política monetaria afecta, a corto plazo, a las distintas variables de una economía, en el que una variación de los tipos de interés inducida por las autoridades monetarias de un país, repercuten en la evolución de distintas variables económicas, como la producción y los precios. Sin embargo, a largo plazo, existe un amplio consenso entre las distintas doctrinas económicas, acerca de la denominada neutralidad a largo plazo del dinero, por cuanto un cambio en la cantidad del dinero en circulación en la economía de un país, manteniéndose constante las demás variables, repercutirá directamente en una variación del nivel general de precios, por cuanto supone una modificación de la unidad de cuenta, sin que afecte a las variables reales, es decir, sin que afecte a la producción real o al desempleo. A largo plazo las variables de carácter real de la economía como pueden ser la renta real de los ciudadanos o el nivel de desempleo están determinados, fundamentalmente, por factores reales del lado de la oferta, como pueden ser la tecnología o el crecimiento demográfico. De esta manera las actuaciones de las autoridades monetarias no pueden influir en el crecimiento económico a largo plazo

## Política monetaria en una economía abierta
Los mecanismos de transmisión monetaria de la gran parte de las economías mundiales han evolucionado en las dos últimas décadas del siglo XX, al abrirse más la economía y al modificarse el sistema de tipos de cambio. 
La relación entre la política monetaria y el comercio exterior ya había un motivo de preocupación para las economías pequeñas y muy abiertas al exterior. Tras la introducción de los tipos de cambio flexibles en los años setenta y ante la existencia de unos mercados financieros cada vez más interrelacionados, el comercio y las finanzas internacionales han comenzado a desempeñar un papel nuevo y fundamental en la política macroeconómica. 
En el período entre 1979 y 1982, la Reserva Federal de Estados Unidos decidió frenar el crecimiento del dinero para combatir la inflación. Este proceso elevó los tipos de interés de los activos denominados en dólares estadounidenses. Los inversores de todo el mundo, atraídos por los mayores tipos de interés de este país, compraron títulos en dólares, elevando el tipo de cambio de esa moneda. El elevado tipo de cambio del dólar animó a los ciudadanos estadounidenses a incrementar su importaciones y perjudicó las exportaciones de las empresas norteamericanas. Disminuyeron las exportaciones netas, descendiendo la demanda agregada, lo que redujo tanto el PIB real como la inflación. 
El comercio exterior ha abierto otro nexo en el mecanismo de transmisión monetaria. Pero el sentido del efecto de la política monetaria es el mismo en el caso del comercio que en el de la inversión interior: el endurecimiento de la política monetaria reduce la producción y los precios. El efecto en el comercio refuerza el efecto en la economía interior. Pero las cuestiones de la apertura de la economía plantean más complicaciones a las autoridades económicas. 
La primera complicación se debe a que las relaciones cuantitativas entre la política monetaria, el tipo de cambio, el comercio exterior y la producción y los precios son sumamente complejas, especialmente en el caso de la primera relación. Los modelos económicos actuales no pueden predecir con exactitud la influencia de las modificaciones de la política monetaria en los tipos de cambio. Por otra parte, incluso aunque se conozca la relación entre el dinero y el tipo de cambio, la influencia de los tipos de cambio en las exportaciones netas es compleja y difícil de predecir: Además, los tipos de cambio y los flujos comerciales resultan afectados simultáneamente por la política fiscal y monetaria de otros países, por lo que no siempre se puede distinguir las causas y los efectos de los cambios de los flujos comerciales. En conjunto, en los últimos años ha disminuido la confianza en nuestra capacidad para saber cuál es el mejor momento para adoptar medidas monetarias y cuáles son sus efectos probables. 

## Historia de la política monetaria
La política monetaria está desarrollada entre otros por economistas como Knut Wicksell,  Irving Fisher;  Clark Warburton  (quien fue descrito como “el primer monetarista en el periodo que siguió la Segunda Guerra Mundial) y Milton Friedman quienes enfatizaron el papel de la política monetaria en la estabilidad macroeconómica y se consideran representantes del monetarismo, basándose en ideas de economistas clásicos (especialmente John Stuart Mill, quien introdujo su  "principio de la dependencia general de los precios sobre la cantidad del dinero en  circulación” que sugiere que el nivel general de precios se relaciona con la cantidad de dinero multiplicada por su `velocidad de circulación'). En contraposición al monetarismo, está el keynesianismo (John Maynard Keynes) y su énfasis en la importancia política fiscal en la estabilidad macroeconómica.
En cuanto a la adecuación empírica de las políticas recomendadas por ambas escuelas sigue existiendo debate. Se acepta mayoritariamente, que en el caso del crack de 1929, la política monetaria falló. Los clásicos creían que al haber caído la cantidad de dinero, también bajarían los precios y los salarios, y se volvería automáticamente al pleno empleo. Pero resultó que tanto precios y salarios son rígidos a la baja; o sea, que los empresarios se negaban a bajar los precios, y los trabajadores a cobrar menos. Si bien la popularidad del intervencionismo entre los economistas es más pequeña ahora que a mediados del siglo XX, recientemente en la crisis económica de 2008-2009 la mayoría de gobierno para salir de la crisis aplicaron esencialmente medidas de estímulo económico, más en la línea keynesiana que en la línea monetarista. 

### Teoría cuantitativa del dinero
La teoría cuantitativa del dinero, formalizada por Irving Fisher (1911), sugiere que la masa monetaria, el nivel de precios, la cantidad de bienes y servicios y la velocidad de circulación del dinero están relacionadas por la "ecuación de intercambio":
{\displaystyle M\cdot V=P\cdot Q}
En la cual:
M: Masa monetaria
V: Velocidad de circulación del dinero
P: Nivel de precios
Q: Producción de bienes y servicios
Esta ecuación se considera válida siempre y cuando sea el caso que la velocidad de circulación del dinero (V) sea constante.
La P y la Q también se puede referir al PIB nominal.

#### Trampa de liquidez
Se produce en una economía cuando a pesar de haber aumentado la base monetaria, se reduce la velocidad del dinero, sin que se produzca una variación ni en los precios, ni en el número de bienes de la economía.

#### Trampa de precios
Se produce en una economía cuando a pesar de haber disminuido la base monetaria, los precios aumentan constantemente, insinuando que una contracción monetaria produce inflación.

## Críticas a la política monetaria
El keynesianismo ha mantenido ideas contrarias a la eficacia de la política monetaria, en los siguientes aspectos:

### Liquidez
John Maynard Keynes dice que en un caso de recesión y con tipo de interés muy bajo, puede pasar que la demanda de dinero sea totalmente inelástica (curva vertical en las gráficas de arriba). En ese caso, una política expansiva que aporte dinero al mercado no hará cambiar el tipo de interés, por tanto será inefectiva.

### Sensibilidad de la inversión a cambio en los tipos de interés
Para los keynesianos, el hecho de bajar los tipos de interés no implica necesariamente un aumento en las inversiones; consideran que la inversión depende más de las necesidades y expectativas que del tipo de interés.

### Velocidad de circulación no estable
La velocidad de circulación del dinero (V) se supone constante en la relación M*V=P*Q, pero de hecho, aumenta cuando hay expansión y se reduce si hay recesión.

### Asimetría de la política monetaria
La política monetaria es más efectiva para restringir el gasto agregado (política restrictiva) que para generarlo (política expansiva). Esto se debe a tres motivos:
- A las autoridades les resulta más fácil presionar al alza las tasas de interés que a la baja.
- El banco central puede llevar a cabo una política expansiva posibilitando con ello una mayor concesión de préstamo y por lo tanto, aumentando la oferta de dinero; pero no puede obligar a los bancos a que presten más cuando, por ejemplo, los empresarios se niegan a invertir ante expectativas negativas.
- Mediante la política restrictiva se puede incluso racionar el crédito, de forma que las empresas sean incapaces de obtenerlos para financiar sus inversiones. Sin embargo, lo contrario no es así, ya que no se puede forzar a que las empresas soliciten más créditos de los que desean.

## Los desfases y retrasos de la política monetaria
Los efectos de la política monetaria se pueden ver distorsionados por los retrasos de su acción. Milton Friedman al discutir las características de las medidas de política discrecionales frente al automatismo, señala como factor negativo de las primeras los desfases a que se encuentran sujetas. Estos desfases pueden ser de tres tipos:
- Desfase de reconocimiento: tiempo que transcurre entre la necesidad de las medidas y el reconocimiento de esta necesidad. Puede venir de la complacencia que se deriva de la prosperidad, la desgana de enfrentarse con hechos desagradables y los malos diagnósticos, la ansiedad provocada por cualquier ligera contracción de los índices económicos.
- Desfase administrativo: tiempo que transcurre entre el reconocimiento de la necesidad de medidas y su adopción. En general la política monetaria sufre un retraso administrativo mucho más corto que la política fiscal.
- Desfase administrativo: tiempo que transcurre entre las medidas y sus efectos.

## Política monetaria de la eurozona
Las actividades del Sistema Europeo de Bancos Centrales se desarrollan de conformidad con el Tratado constitutivo de la Comunidad Europea y con los Estatutos del Sistema Europeo de Bancos Centrales y del Banco Central Europeo. En la medida en que se considere posible y adecuado y se garantice la eficiencia operativa, el BCE puede recurrir a los bancos centrales nacionales para realizar las operaciones que forman parte de las funciones del Eurosistema. Las operaciones de política monetaria del Eurosistema se ejecutan de manera uniforme en todos los Estados miembros.